# سیارک ۲۴۱۸۹
سیارک ۲۴۱۸۹ (به انگلیسی: 24189 Lewasserman، نامگذاری:1999XR25) بیست و چهار هزار و صد و هشتاد و نهمین سیارک کشف شده‌است که در ۶ دسامبر ۱۹۹۹ کشف شد.
قدر مطلق سیارک برابر ۱۳.۵ است.